# محمد صالح سند
محمد صالح سند (11 أبريل 1987) لاعب كرة قدم بحريني يلعب حاليا لصالح نادي الدرجة الأولى البسيتين البحريني في مركز الظهير الأيمن من 2005.

## الإنجازات
- الدرجة الأولى (1): 2013